# الجمعية البريطانية لتقدم العلوم
الجمعية البريطانية لتقدم العلوم أو جمعية العلوم البريطانية هي مجتمع علمي في بريطانيا، تأسست في 1831، تهدف إلى نشر العلوم، وتوجيه العامة إلى الاهتمام بالمسائل العلمية، وتسهيل التعامل بين المشتغلين بالعلوم.

## تاريخ

### التأسيس
تأسست الجمعية في 1832 على نموذج جمعية العلماء والأطباء الألمان. المحرك الرئيسي (الذي عُدَّ مؤسسًا للجمعية) كان ويليام فرنون هاركورت، وذلك بعد اقتراح من السير ديفيد بروستر، الذي أصابته خيبة أمل من الطابع النخبوي والمحافظ للجمعية الملكية. يعد جيمس فنلاي فير جونستون عضوًا مؤسسًا أيضًا. عُقد الاجتماع الأول في يورك (في متحف يروكشير) في 27 سبتمبر 1831، وقدمت العديد من الأبحاث العلمية في الأيام اللاحقة. ترأس الاجتماع اللورد ملتون، رئيس جمعية يوركشير الفلسفية، وحضر الاجتماع «ما يصل إلى 300 من السادة». سجلت صحيفة برستون مركري أن المجتمعين كانوا «أشخاصًا ملحوظين من أنحاء مختلفة من المملكة، مع عدد من سادة يروكشير وأعضاء الجمعية الفلسفية في هذا البلد». نشرت الصحيفة أسماء ما يزيد عن مئة من المجتمعين، كان من بينهم 18 من رجال الكنيسة، و11 طبيبًا، و4 فرسان، ونبيلان دون مرتبة الكونت، ولورد واحد.
منذ ذلك التاريخ، عُقد اجتماع سنوي في مكان مختار في اجتماع سابق. في 1832، على سبيل المثال، عقد الاجتماع في أكسفورد، وترأسه المحترم الدكتور ويليام بكلاند. في هذه المرحلة، ضمت الجمعية أربعة أقسام: الفيزياء (متضمنة الرياضيات وفنون الميكانيكا)، الكيمياء (متضمنة علوم المعادن والفنون الكيميائية)، والجيوليوجيا (متضمنة الجغرافيا)، والتاريخ الطبيعي.
تعد مناظرة التطور في أكسفورد عام 1860 من أشهر الأحداث المرتبطة باجتماع للجمعية. دارت المناظرة بين توماس هنري هكسلي والأسقف صموائيل ولبرفورس. مع أنها سميت مناظرة، إلا أن النقاش حدث بعد عرض لبحث قدمه البروفيسور جون ويليام درابر من نيو يورك، كان البحث حول التطور الفكري في أوروبا وعلاقته بنظرية دارون، كان واحدًا من الأبحاث العلمية المقدمة أثناء الأسبوع. النقاش الذي تبع هذا العرض شارك فيه عدد من الحاضرين، إلا أن ولبرفورس وهاكسلي كانا الأبرز. مع أن عددًا من الصحف أشارت على نحو عابر إلى هذه المناظرة، إلا أنها أصبحت لاحقًا ذات أهمية أكبر في مناظرة التطور.
ربما يكون من أبرز علامات تأثير الجمعية على العلوم، ما حدث في 1878 عندما أوصت لجنة من الجمعية ضد إنشاء الآلة التحليلية التي كان تشارلز بابيج يعمل عليها.
عُرضت الجمعية على نحو ساخر في رواية أوراق مدفورد التي ألفها الروائي الإنجليزي تشارلز ديكنز، وسميت في الرواية «جمعية مدفورد لتقدم كل شيء».

## هامش
1. ↑  تأسست الجمعية الألمانية في 1822، وكانت تحمل اسم Gesellschaft Deutscher Naturforscher und Ärzte.

## وصلات خارجية
- جمعية العلوم البريطانية
- قناة جمعية العلوم البريطانية، يوتيوب.